# Caucus presidenciales republicanos de Idaho de 2024
Los caucus presidenciales republicanos de Idaho de 2024 se celebraron el 2 de marzo de dicho año, como parte de las primarias del Partido Republicano para las elecciones presidenciales de 2024.
Se asignaron 32 delegados a la Convención Nacional Republicana de 2024 según el criterio de "el ganador se lleva la mayoría".

## Resultados
| Candidato                  | Votos  | %     | Delegados |
| -------------------------- | ------ | ----- | --------- |
| Donald Trump               | 33,603 | 84,89 | 32        |
| Nikki Haley                | 5,221  | 13,19 | -         |
| Ron DeSantis (retirado)    | 534    | 1,35  | -         |
| Vivek Ramaswamy (retirado) | 95     | 0,24  | -         |
| Chris Christie (retirado)  | 91     | 0,23  | -         |
| Ryan Binkley (retirado)    | 40     | 0,10  | -         |
|                            |        |       |           |
| Total                      | 39,584 | 100   | 32        |
|                            |        |       |           |
| Fuente:                    |        |       |           |